# John Rowland
John Rowland egy szereplő az amerikai ABC televíziós csatorna Született feleségek című sorozatában. Megformálója Jesse Metcalfe. 1985 decemberében született. A magyar változatban Széles Tamás kölcsönzi hangját Johnnak.

## Története

### 1. évad
John Rowland 16 éves gimnazista fiú volt, amikor viszonyt kezdett az egyik csinos asszonnyal, Mrs. Gabrielle Solisszal, akinek a házában kertészként dolgozott. Azonban Gabrielle-nek ott van a férje, Carlos, aki egy idő után gyanakodni kezd rájuk. John azonban szerelmes Gabrielle-be, aki viszont Carlost szereti, de ugyanakkor többre vágyik annál, amit tőle megkaphat – a gazdagságnál.
Carlos a Lila Akác közbe hívja az édesanyját, Juanitát, hogy az kiderítse, hogy Gabrielle-nek van-e szeretője. Juanita hamarosan rá is jön az igazságra, és még egy fotót is készít a rajtakapott szerelmesekről. Ám mielőtt Carlosnak elmondhatná, amit tud, Bree fia, Andrew van de Kamp ittasan elgázolja. Juanita kómába esik, és csak hónapokkal később ébred fel, de leesik egy lépcsőn a klinikán, ahol feküdt, és meghal, anélkül, hogy bárkinek is elmondhatná az igazat.
Carlos többször is tudni véli, hogy Gabrielle-nek ki a szeretője, de mindkét alkalommal téved. Elver egy kábelszerelőt, aki gyanúsan sokat volt náluk, de kiderül róla, hogy meleg. Később – miután John szülei, Mr. és Mrs. Rowland rájönnek John és Gabrielle viszonyára, és a fiú kénytelen felmondani – John egyik barátja, Justin kezdi náluk a füvet nyírni – ingyen. Azonban Gabrielle teherbe esik, mert Carlos manipulál a fogamzásgátló tablettáival. Az asszony nem tudja, ki az apa, ezért elmondja John-nak, mi a helyzet, és ráveszi, hogy hallgasson az igazságról.
Amikor Gaby rájön, hogy Carlos tehet a terhességről, úgy dönt, hogy elhagyja, és Justinnak mondja el a gondjait, aki korábban vele osztotta meg, hogy meleg. Carlos azonban csak azt látja, hogy Gaby Justint ölelgeti, így az asszony távozása után verni kezdi a fiút. A rendőrség azonban kijön, mert rabszolgamunka miatt Carlos házi őrizetben van. Carlosról már mindenki tudja, hogy melegeket ver, de Gabrielle – a történetet kissé átírva – elmagyarázza a bíróságon, hogy itt nem gyűlöletbűntényről van szó. Azonban John elmegy a tárgyalásra, ahol Justin és a kábeles férfi is ott ül. Odamegy Carloshoz, és elmondja neki, hogy ő volt Gabrielle szeretője. A felszarvazott férj persze dühbe gurul, és ordítani kezd: "Meg foglak ölni!" Hogy megüthesse John, leteperi Justint, így a bíróság hite meginog abban, amit Gabrielle mondott. Carlost kiviszik a tárgyalóteremből a biztonsági őrök.

### 2. évad
Miután Carlos botrányt rendezett a tárgyaláson, John Gabrielle-hez akar költözni, aki azonban kidobja, mondván, hogy nem is biztos, hogy tőle van a gyerek.
Carlos közli Gabyval, hogy apasági vizsgálatot akar. Gabrielle cselesen szerez egy már kész apasági bizonyítványt, és számítógéppel átszerkeszti – így Carlos biztos benne, hogy neje az ő gyermekét várja. Csak Gabrielle nem az.
De ez a kérdés bizonyos szempontból elveszti jelentőségét, amikor Gabrielle-hez betör Caleb Applewhite. Az asszony megijed, leesik a lépcsőn, majd elvetél.

### 3. évad
Gabby elmegy vidékre nyaralni, ám összefut John-nal, aki a Hotel vezetője, rögtön felidézik a régi szép időket. Ám miután szexeltek, John elmondja, hogy megkérte egy lány kezét, aki épp útban volt hozzá, s Gabrielle kicsi alakjának köszönheti, hogy megmenekült.
Másnap beszél John-nal aki örökre elbúcsúzik Gabrielle-től és végre Gabrielle-nek szólítja a nőt.

## Idézetek
- "Én meg nem csípem, hogy férjed van. Muszáj lenyelnünk a békát."